# Bitis caudalis
Bitis caudalis, vulgarmente conhecida como víbora-do-deserto, é uma espécie de víbora venenosa encontrada nas regiões áridas do sudoeste da África, sobretudo Namíbia, África do Sul, Zimbabué e Botswana, bem como no extremo sul de Angola e Zâmbia. Seu habitat são os desertos arenosos e as savanas, e esta víbora é facilmente reconhecível pela presença de uma escama semelhante a chifre acima de cada olho. Não há subspécies reconhecidas da espécie.
É uma serpente curta e robusta, geralmente medindo 30–40 cm no comprimento total (corpo e cauda). O maior espécime relatado é uma fêmea do sul de Botswana, que media 51,5 cm de comprimento total.